# Procris dolichophylla
Procris dolichophylla är en nässelväxtart som beskrevs av Elmer Drew Merrill. Procris dolichophylla ingår i släktet Procris och familjen nässelväxter. Inga underarter finns listade i Catalogue of Life.